# Rauhiella seehaweri
Rauhiella seehaweri är en orkidéart som först beskrevs av Irene Bock, och fick sitt nu gällande namn av Antonio Luiz Vieira Toscano och Eric Alston Christenson. Rauhiella seehaweri ingår i släktet Rauhiella och familjen orkidéer. Inga underarter finns listade i Catalogue of Life.